# Phyllonorycter tiliacella
Phyllonorycter tiliacella là một loài bướm đêm thuộc họ Gracillariidae. Nó được tìm thấy ở Canada (Québec và Ontario) và Hoa Kỳ (bao gồm Illinois, Kentucky, New York, Maine, Vermont và Connecticut).
Ấu trùng ăn Tilia species, bao gồm Tilia americana. Chúng ăn lá nơi chúng làm tổ.